# Stazione meteorologica di Auronzo di Cadore
La stazione meteorologica di Auronzo di Cadore è la stazione meteorologica di riferimento relativa alla località di Auronzo di Cadore.

## Coordinate geografiche
La stazione meteorologica è situata nell'Italia nord-orientale, nel Veneto, in provincia di Belluno, nel comune di Auronzo di Cadore,  a 864 metri s.l.m. e alle coordinate geografiche.

## Dati climatologici
Secondo i dati medi del trentennio 1961-1990, la temperatura media del mese più freddo, gennaio, si attesta a -5,2 °C, mentre quella del mese più caldo, luglio, è di +17,0 °C .
| Auronzo di Cadore  | Mesi | Mesi | Mesi | Mesi | Mesi | Mesi | Mesi | Mesi | Mesi | Mesi | Mesi | Mesi | Stagioni | Stagioni | Stagioni | Stagioni | Anno |
| Auronzo di Cadore  | Gen  | Feb  | Mar  | Apr  | Mag  | Giu  | Lug  | Ago  | Set  | Ott  | Nov  | Dic  | Inv      | Pri      | Est      | Aut      | Anno |
| ------------------ | ---- | ---- | ---- | ---- | ---- | ---- | ---- | ---- | ---- | ---- | ---- | ---- | -------- | -------- | -------- | -------- | ---- |
| T. max. media (°C) | −0,9 | 3,6  | 8,5  | 12,9 | 17,7 | 21,0 | 23,2 | 22,7 | 20,0 | 14,5 | 6,2  | 0,0  | 0,9      | 13,0     | 22,3     | 13,6     | 12,4 |
| T. min. media (°C) | −9,5 | −7,9 | −3,4 | 1,4  | 5,7  | 9,4  | 10,8 | 10,6 | 7,9  | 3,2  | −0,9 | −6,7 | −8,0     | 1,2      | 10,3     | 3,4      | 1,7  |